# Mercedes-Benz OM626
La sigla OM626 indica un motore diesel prodotto dal 2014 dalla casa automobilistica tedesca Mercedes-Benz in collaborazione con la francese Renault. Nelle sue varianti meno potenti, questo motore assume la sigla OM622.

## Caratteristiche

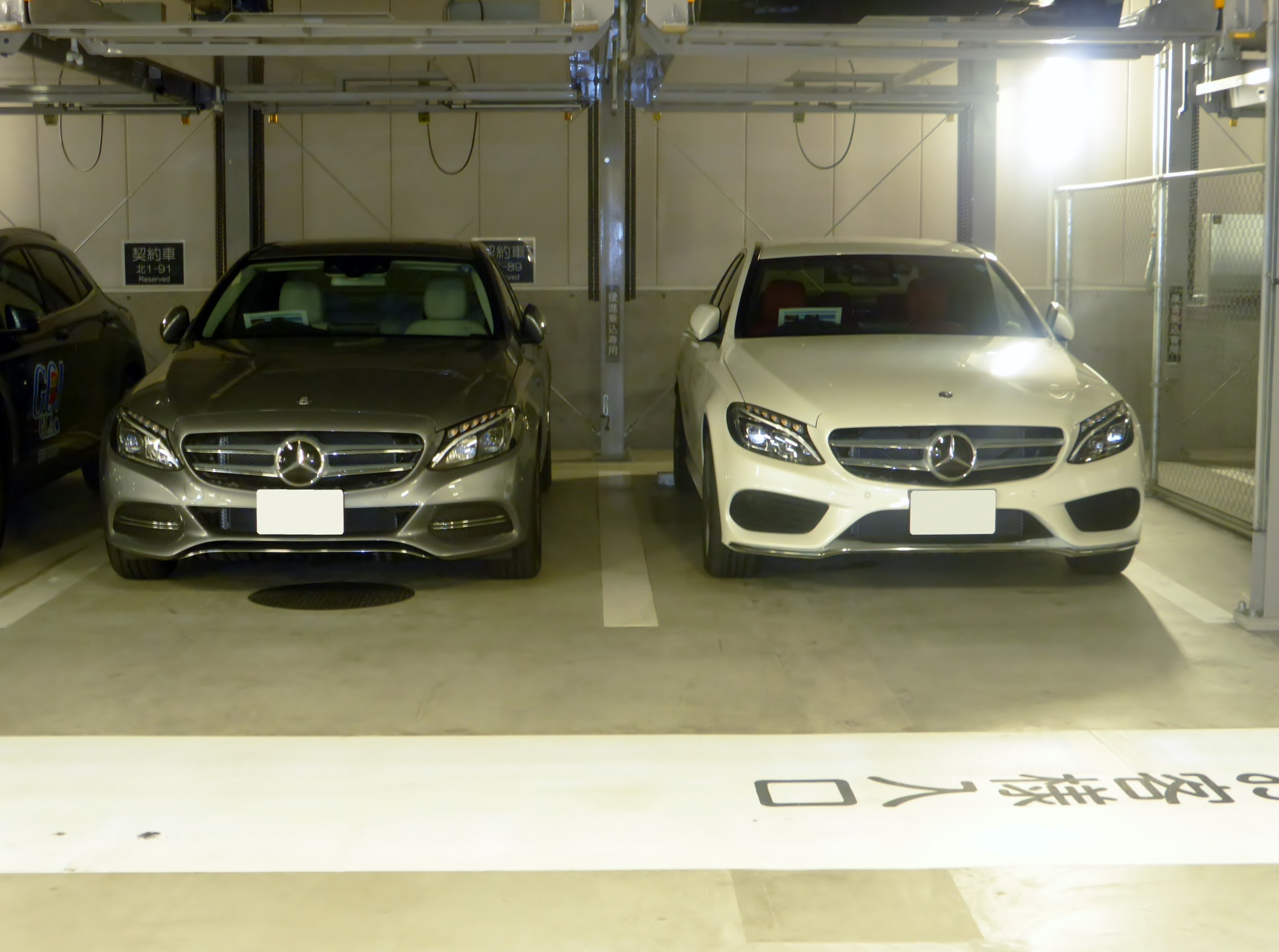
Il motore OM626 ha esordito sotto il cofano della Classe C W205

Si tratta di un motore da 1.6 litri derivato dal motore R9M di pari cilindrata e di origine Renault. Già all'inizio del 2010, infatti, tra la Daimler AG (detentrice del marchio Mercedes-Benz) e la Casa francese fu stipulata un'alleanza per la produzione in comune di motori da destinare ai rispettivi modelli, ma anche per la progettazione in comune di modelli di fascia analoga. La nuova unità motrice OM626 conserva l'architettura generale a 4 cilindri in linea e le caratteristiche dimensionali del motore R9M, ossia le misure di alesaggio e corsa, e quindi anche la cilindrata. Una delle principali differenze sta nel fatto che il motore OM626 è stato modificato per essere montato longitudinalmente anziché trasversalmente, come invece avviene in tutti i modelli Renault.
Queste le principali caratteristiche del motore OM626:
- architettura a 4 cilindri in linea;
- basamento in ghisa;
- testata in lega di alluminio;
- alesaggio e corsa 80.0x79.5 mm;
- cilindrata: 1598 cm³;
- distribuzione a due assi a camme;
- catena di distribuzione
- testata a quattro valvole per cilindro;
- alimentazione ad iniezione diretta con tecnologia common rail e pressione di alimentazione pari a 1.600 bar;
- sovralimentazione mediante turbocompressore a geometria variabile;
- albero a gomiti su 5 supporti di banco;
- volano bi-massa.

Tra le altre soluzioni adottate spiccano i pistoni in acciaio, un materiale preferito alla lega di alluminio perché consente di ridurre gli attriti in gioco. La distribuzione bialbero in testa è stata mantenuta uguale al motore di origine francese che è caratterizzato dal fatto di essere particolarmente compatto e leggero oltre che tecnimente avanzato e collaudato. Vale la pena inoltre ricordare la presenza della tecnologia BlueTEC, consistente in un piccolo serbatoio di AdBlue, un additivo a base di urea che viene spruzzato a piccole dosi a monte del catalizzatore, dando luogo ad una reazione chimica che converte parte dei gas di scarico in gas innocui (azoto e vapore acqueo). Infine, per il motore OM626 non viene utilizzato alcun contralbero di equilibratura, poiché è stato progettato in maniera tale da risultare esente da vibrazioni anche senza l'aiuto di tale componente.
Il motore OM626 è stato previsto in due livelli di prestazioni, entrambe applicate nella gamma della Classe C W205 a partire dall'estate del 2014 fino al restyling del modello, avvenuto nell'aprile del 2018:
- potenza massima di 116 CV e coppia massima di 280 Nm. Questo motore viene montato sotto il cofano della Mercedes-Benz C180 BlueTEC;
- potenza massima di 136 CV a 3800 giri/min e coppia massima di 320 Nm a 2000 giri/min. Questo motore è stato montato nella Mercedes-Benz C200 BlueTEC W205 (al debutto unicamente con cambio manuale: le versioni con cambio automatico montano invece il 2,1 litri OM651).

## OM622

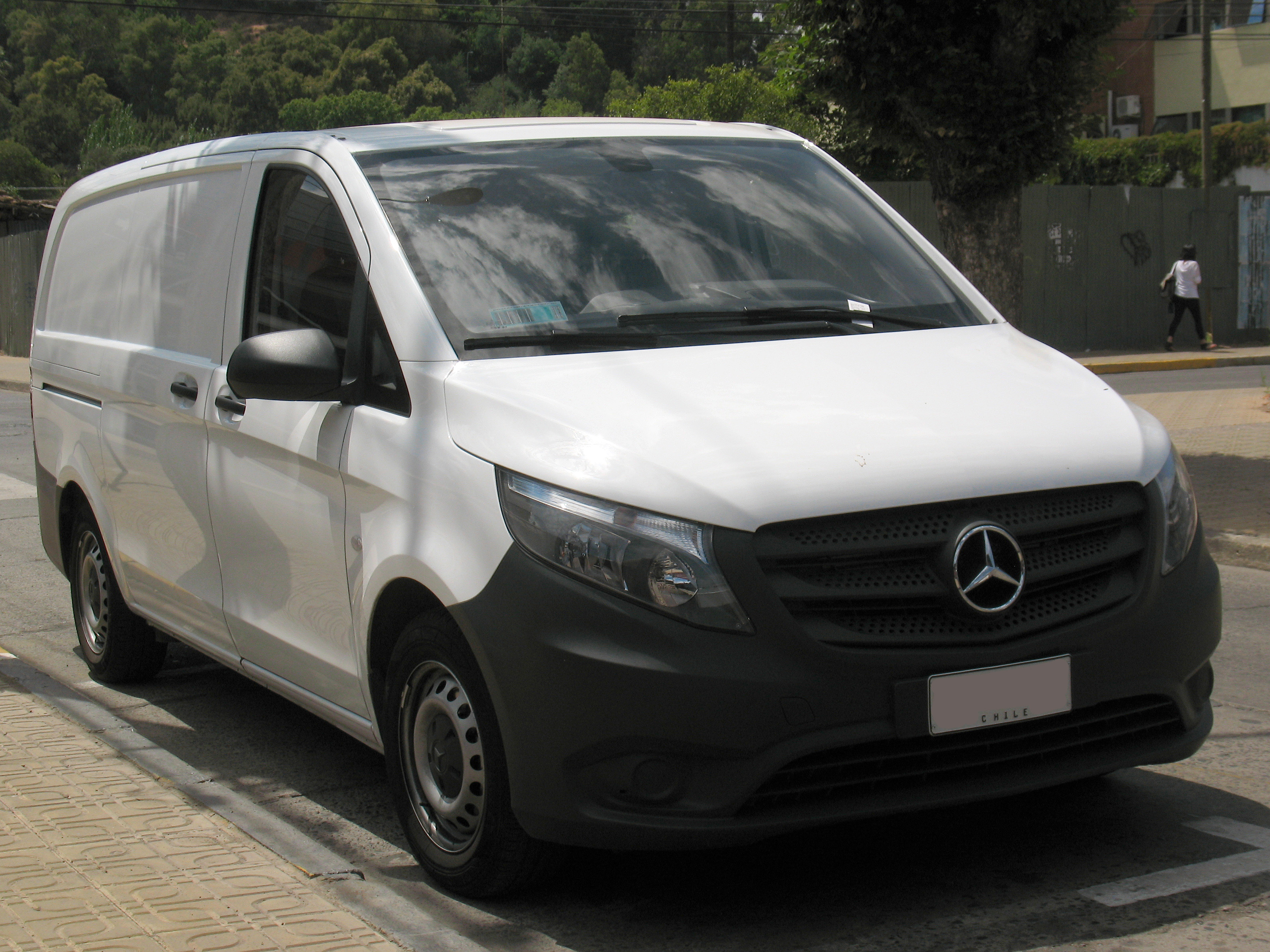
Mercedes Benz Vito 109 CDi Cargo del 2016, veicolo dotato del motore OM626

Sono esistite due varianti depotenziate del motore OM626: tali varianti erano caratterizzate appunto dalle prestazioni sensibilmente ridotte, a vantaggio però della coppia motrice disponibile a regimi inferiori. In particolare, i dati prestazionali relativi a queste due varianti erano i seguenti:
- potenza massima di 88 CV a 3800 giri/min e coppia massima di 230 Nm fra 1500 e 2000 giri/min;
- potenza massima di 114 CV a 3800 giri/min e coppia massima di 270 Nm fra 1500 e 2500 giri/min.

Date le sue caratteristiche, il motore OM622 è stato montato sotto il cofano dei furgoni Vito 109 CDI e 111 CDI, prodotti entrambi dall'ottobre 2014 al febbraio 2019.
Sempre nel corso del 2019, il motore OM622 da 1,6 litri è stato portato ad 1,7 litri e più precisamente a 1749 cm3, esattamente come nel caso del motore Renault da cui esso traeva origine. Questo motore è stato proposto in due varianti di potenza, 102 e 136 CV, con coppia massima salita rispettivamente a 270 e a 330 Nm. Anche queste due varianti hanno trovato applicazione nella gamma Vito, e più precisamente nei modelli Vito 110 CDI e Vito 114 CDI 1.7 (quest'ultimo si affianca al Vito 114 CDI di pari potenza, ma proposto con motore 2 litri turbodiesel), introdotti a partire dall'autunno 2019.